# Under Satanæ
Under Satanæ — восьмой альбом португальской готик-метал группы Moonspell, вышедший в 2007 году.

## Об альбоме
Under Satanæ представляет собой издание полностью перезаписанных в 2007 году (кроме трека «Chorai Lusitânia!») ранних релизов Moonspell 1992—1994 годов (промозапись Serpent Angel, демозапись Anno Satanæ и мини-альбом Under the Moonspell), относящихся к «блэк-металическому» периоду группы.

## Список композиций
1. «Halla alle halla al rabka halla (Praeludium/Incantatum Solistitium)» — 2:18
2. «Tenebrarum Oratorium (Andamento I/Erudit Compendyum)» — 6:23
3. «Interludium/Incantatum Oequinoctum» — 1:3
4. «Tenebrarum Oratorium (Andamento II/Erotic Compendyum)» — 6:15
5. «Opus Diabolicum (Andamento III/Instrumental Compendyum)» — 5:08
6. «Chorai Lusitânia! (Epilogus/Incantatam Maresia)» — 1:50
7. «Goat on Fire» — 6:34
8. «Ancient Winter Goddess» — 6:08
9. «Wolves from the Fog» — 7:03
10. «Serpent Angel» — 7:13

## Участники записи
- Фернанду Рибейру — вокал
- Рикарду Аморим — гитара
- Педру Пайшан — клавишные, гитара
- Айреш Перейра — бас-гитара
- Мигел Гашпар — ударные